# アドマイヤジャパン
アドマイヤジャパン（欧字名:Admire Japan、2002年4月16日 - ）は、日本の競走馬、種牡馬。主な勝ち鞍に2005年の京成杯。
2005年の牡馬クラシック三冠競走では、ディープインパクトに無敗での三冠達成を許したものの皐月賞3着・菊花賞2着と好走し、同馬のライバルの1頭として活躍した。
馬名の意味は、冠名＋日本。父は当時リーディングサイアーの地位を占め続けていたサンデーサイレンス、母は1995年の阪神3歳牝馬ステークス勝ち馬のビワハイジという良血馬。

## 競走馬時代

### 2歳時（2004年）
2004年12月5日の新馬戦でデビュー。1番人気に応えて勝ち上がり、2戦目で重賞（ラジオたんぱ杯2歳ステークス・GIII）に挑戦。格上挑戦ながらも3番人気に支持されヴァーミリアンの3着に入る。

### 3歳 - 4歳時（2005年-2006年）
年明けの2005年1月16日の京成杯に出走。後の皐月賞2着馬シックスセンスを退け、重賞初勝利。続く弥生賞で、ディープインパクトと初めて対決。同馬からクビ差の2着に健闘する。皐月賞では3番人気に支持され、ディープインパクトから3馬身半差の3着であった。東京優駿（日本ダービー）、神戸新聞杯では10着、5着と精彩を欠き、菊花賞に出走したときには6番人気と評価を落としての出走となる。しかし、直線早め先頭から粘りこんで2着と健闘し、上がり3ハロン（=600メートル）33.3秒の末脚を発揮したディープインパクトには交わされたものの、3着馬ローゼンクロイツには4馬身差をつけた。
続くジャパンカップでは菊花賞での好走から4番人気に支持されるも見せ場なく11着に終わった。
その後、翌2006年、大阪杯で2番人気で9着に敗れた後、天皇賞（春）に向けて調整されていたが、右前浅屈腱炎を発症。9月に引退が決まった。

## 競走成績
以下の内容は、JBISサーチおよびnetkeiba.comに基づく。
| 競走日     | 競馬場 | 競走名             | 格   | 距離（馬場）  | 頭 数 | 枠 番 | 馬 番 | オッズ （人気） | 着順 | タイム （上り3F） | 着差 | 騎手      | 斤量 [kg] | 1着馬（2着馬）         | 馬体重 [kg] |
| ---------- | ------ | ------------------ | ---- | ------------- | ----- | ----- | ----- | --------------- | ---- | ----------------- | ---- | --------- | --------- | ---------------------- | ----------- |
| 2004.12.05 | 阪神   | 2歳新馬            |      | 芝2000m（良） | 15    | 5     | 9     | 002.50（1人）   | 01着 | R1:46.9（33.0）   | -0.3 | 0安藤勝己 | 55        | （オールインサンデー） | 482         |
| 0000.12.25 | 阪神   | ラジオたんぱ杯2歳S | GIII | 芝2000m（良） | 9     | 1     | 1     | 005.80（3人）   | 03着 | R2:03.8（33.5）   | -0.3 | 0横山典弘 | 55        | ヴァーミリアン         | 482         |
| 2005.01.16 | 中山   | 京成杯             | GIII | 芝2000m（不） | 10    | 7     | 9     | 002.60（1人）   | 01着 | R2:07.4（36.9）   | -0.2 | 0横山典弘 | 56        | （シックスセンス）     | 486         |
| 0000.03.06 | 中山   | 弥生賞             | GII  | 芝2000m（良） | 10    | 1     | 1     | 012.30（3人）   | 02着 | R2:02.2（34.6）   | -0.0 | 0横山典弘 | 56        | ディープインパクト     | 480         |
| 0000.04.17 | 中山   | 皐月賞             | GI   | 芝2000m（良） | 18    | 8     | 16    | 015.50（3人）   | 03着 | R1:59.8（34.8）   | -0.6 | 0横山典弘 | 57        | ディープインパクト     | 482         |
| 0000.05.29 | 東京   | 東京優駿           | GI   | 芝2400m（良） | 18    | 7     | 14    | 038.80（6人）   | 10着 | R2:25.3（35.8）   | -2.0 | 0幸英明   | 57        | ディープインパクト     | 480         |
| 0000.09.25 | 阪神   | 神戸新聞杯         | GII  | 芝2000m（良） | 13    | 5     | 6     | 021.10（3人）   | 05着 | R1:59.9（36.2）   | -1.5 | 0横山典弘 | 56        | ディープインパクト     | 474         |
| 0000.10.23 | 京都   | 菊花賞             | GI   | 芝3000m（良） | 16    | 3     | 6     | 050.30（6人）   | 02着 | R3:04.9（35.5）   | -0.3 | 0横山典弘 | 57        | ディープインパクト     | 474         |
| 0000.11.27 | 東京   | ジャパンC          | GI   | 芝2400m（良） | 18    | 2     | 4     | 011.90（4人）   | 11着 | R2:23.2（36.0）   | -1.1 | 0横山典弘 | 55        | アルカセット           | 478         |
| 2006.04.02 | 阪神   | 産経大阪杯         | GII  | 芝2000m（重） | 12    | 8     | 11    | 004.10（2人）   | 09着 | R2:05.8（39.0）   | -1.3 | 0岩田康誠 | 57        | カンパニー             | 478         |

## 種牡馬時代
2007年に北海道沙流郡日高町のブリーダーズスタリオンステーションで種牡馬入り。産駒は2010年にデビューし、7月3日のメイクデビュー福島でアポロジェニーが産駒によるJRA初勝利を挙げた。2013年9月、優駿スタリオンステーションへ移動した。
2018年7月に種牡馬を引退。直仔から中央競馬で特筆すべき活躍を挙げる産駒は現れなかったが、2021年、当馬が母の父にあたるサークルオブライフが阪神ジュベナイルフィリーズを制し、ブルードメアサイアーとして初のGI勝利となった。

### 主な産駒
太字はGI・JpnI競走。
- グランデスバル（球磨川賞）[8]
- シゲルサクランボ（周防灘賞）[9]
- カツゲキジャパン（北海優駿）[10]

### ブルードメアサイアーとしての主な産駒
- サークルオブライフ（父エピファネイア、阪神ジュベナイルフィリーズ、アルテミスステークス）[11]

## 種牡馬引退後

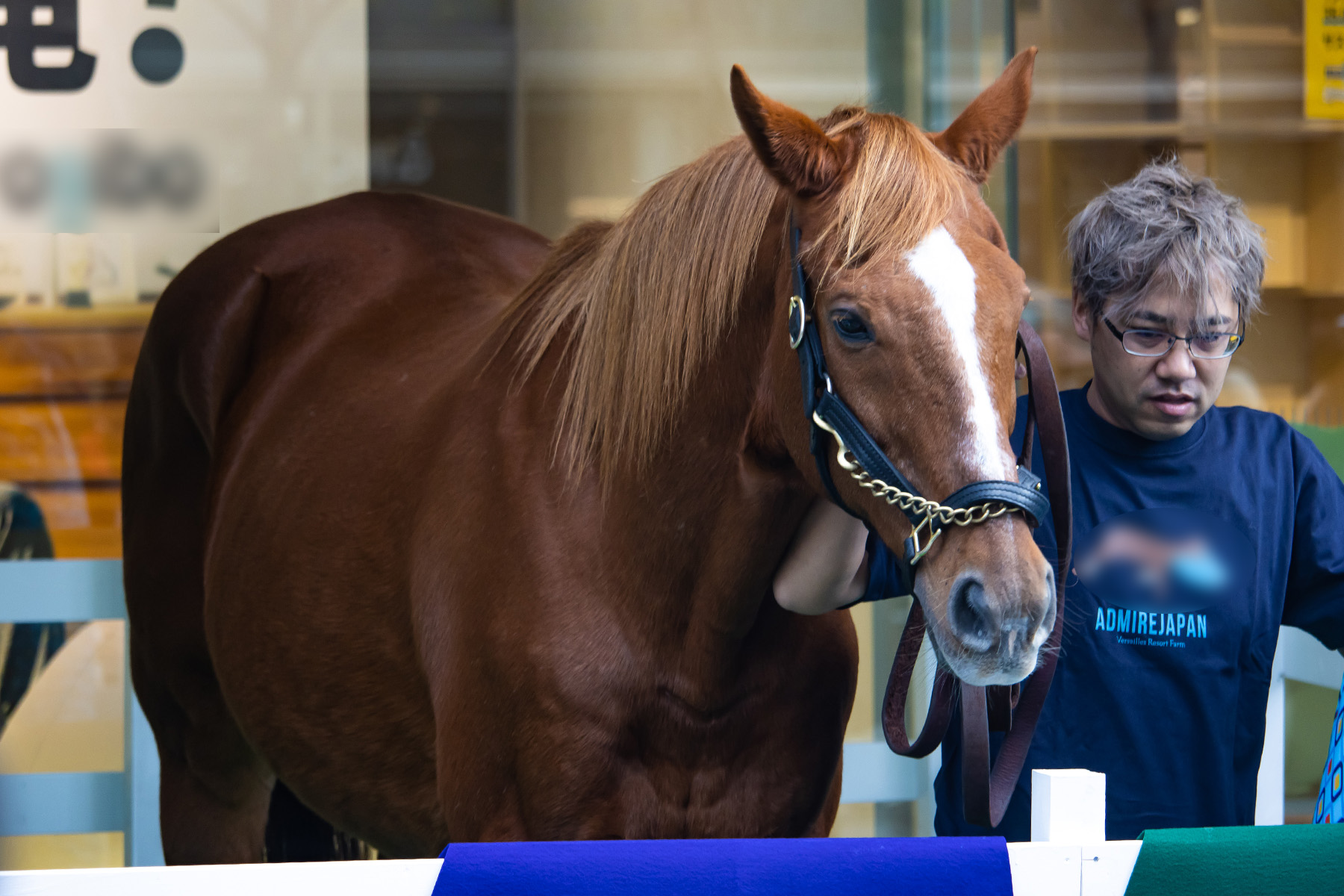
Yogibo御堂筋本町店のイベントに来場したアドマイヤジャパン
(2023年10月28日)

種牡馬引退後、11月から北海道新冠町の安達洋生牧場で引退名馬繋養展示事業の助成対象馬となった。その後、2019年7月1日、ヴェルサイユリゾートファームに移動した。2020年6月には、元騎手の藤田伸二が本馬に引退後初騎乗し、落馬寸前になるほど暴れまわる元気な姿を見せた。同年7月、乗用馬リトレーニングのために千葉県八街市の「東関東馬事高等学院」に移動した。同年11月、ヴェルサイユリゾートファームに戻って乗馬に復帰し、展示事業の助成対象から外れた。
2022年5月15日、この前年の9月よりビーズソファなどを取り扱うライフスタイルブランド・Yogiboとネーミングライツ契約を結んでいたヴェルサイユリゾートファームが、寝転んだままYogiboの製品に頭を預けてくつろぐアドマイヤジャパンの映像をTwitterに投稿し、一般ニュースにも取り上げられるほどの反響を呼ぶ。6月19日にYogiboの協賛で開催されたTHE MATCH 2022においては、会場内のビジョンにて、このアドマイヤジャパンの映像を使用した特別CMも放映された。その後、yogiboは正式にCM出演契約を締結し、同年8月8日より新CMの全国放映が開始された。なお、出演料は牧場で消費されるニンジン12年分に当たる1000万円、契約期間は無期限とのことである。ヴェルサイユリゾートファームの公式YouTubeでは『タレント名馬』と紹介されている。

## 血統表
| アドマイヤジャパンの血統                          | アドマイヤジャパンの血統                         | アドマイヤジャパンの血統                         | （血統表の出典）                                 | （血統表の出典） |
| 父系                                              | サンデーサイレンス系（ヘイロー系）               | サンデーサイレンス系（ヘイロー系）               | サンデーサイレンス系（ヘイロー系）               | [ § 2 ]          |
| 父 *サンデーサイレンス Sunday Silence 1986 青鹿毛 | 父の父Halo 1969 黒鹿毛                           | Hail to Reason                                   | Turn-to                                          | Turn-to          |
| 父 *サンデーサイレンス Sunday Silence 1986 青鹿毛 | 父の父Halo 1969 黒鹿毛                           | Hail to Reason                                   | Nothirdchance                                    |                  |
| 父 *サンデーサイレンス Sunday Silence 1986 青鹿毛 | 父の父Halo 1969 黒鹿毛                           | Cosmah                                           | Cosmic Bomb                                      | Cosmic Bomb      |
| 父 *サンデーサイレンス Sunday Silence 1986 青鹿毛 | 父の父Halo 1969 黒鹿毛                           | Cosmah                                           | Almahmoud                                        |                  |
| 父 *サンデーサイレンス Sunday Silence 1986 青鹿毛 | 父の母Wishing Well 1975 鹿毛                     | Understanding                                    | Promised Land                                    | Promised Land    |
| 父 *サンデーサイレンス Sunday Silence 1986 青鹿毛 | 父の母Wishing Well 1975 鹿毛                     | Understanding                                    | Pretty Ways                                      |                  |
| 父 *サンデーサイレンス Sunday Silence 1986 青鹿毛 | 父の母Wishing Well 1975 鹿毛                     | Mountain Flower                                  | Montparnasse                                     | Montparnasse     |
| 父 *サンデーサイレンス Sunday Silence 1986 青鹿毛 | 父の母Wishing Well 1975 鹿毛                     | Mountain Flower                                  | Edelweiss                                        |                  |
| 母 ビワハイジ 1993 青鹿毛                         | 母の父Caerleon 1980 鹿毛                         | Nijinsky II                                      | Northern Dancer                                  | Northern Dancer  |
| 母 ビワハイジ 1993 青鹿毛                         | 母の父Caerleon 1980 鹿毛                         | Nijinsky II                                      | Flaming Page                                     |                  |
| 母 ビワハイジ 1993 青鹿毛                         | 母の父Caerleon 1980 鹿毛                         | Foreseer                                         | Round Table                                      | Round Table      |
| 母 ビワハイジ 1993 青鹿毛                         | 母の父Caerleon 1980 鹿毛                         | Foreseer                                         | Regal Gleam                                      |                  |
| 母 ビワハイジ 1993 青鹿毛                         | 母の母*アグサン Aghsan 1985 青毛                 | Lord Gayle                                       | Sir Gaylord                                      | Sir Gaylord      |
| 母 ビワハイジ 1993 青鹿毛                         | 母の母*アグサン Aghsan 1985 青毛                 | Lord Gayle                                       | Sticky Case                                      |                  |
| 母 ビワハイジ 1993 青鹿毛                         | 母の母*アグサン Aghsan 1985 青毛                 | Santa Luciana                                    | Luciano                                          | Luciano          |
| 母 ビワハイジ 1993 青鹿毛                         | 母の母*アグサン Aghsan 1985 青毛                 | Santa Luciana                                    | Suleika                                          |                  |
| 母系(F-No.)                                       | 16号族(FN:16-c)                                  | 16号族(FN:16-c)                                  | 16号族(FN:16-c)                                  | [ § 3 ]          |
| 5代内の近親交配                                   | Hail to Reason S3×M5=15.63%、Turn-to S4×M5 9.38% | Hail to Reason S3×M5=15.63%、Turn-to S4×M5 9.38% | Hail to Reason S3×M5=15.63%、Turn-to S4×M5 9.38% | [ § 4 ]          |
| 出典                                              | 1. 2. 3. 4.                                      | 1. 2. 3. 4.                                      | 1. 2. 3. 4.                                      | 1. 2. 3. 4.      |

- 半弟には弥生賞、シンザン記念、京都記念を勝ったアドマイヤオーラ（父アグネスタキオン）、半妹には阪神ジュベナイルフィリーズ、桜花賞、優駿牝馬、ヴィクトリアマイル、天皇賞（秋）、ジャパンカップを勝ったブエナビスタ（父スペシャルウィーク）、エプソムカップを勝ったトーセンレーヴ（父ディープインパクト）、阪神ジュベナイルフィリーズを勝ったジョワドヴィーヴル（父ディープインパクト）、フローラステークスを勝ったサングレアル（父ゼンノロブロイ）がいる。
- 甥（サングレアル産駒）にブルーバードカップを勝ったメルキオルがいる。
- 半妹アーデルハイト（父アグネスタキオン）の孫に桜花賞を勝ったエンブロイダリーがいる。